# Autographa khinjana
Autographa khinjana är en fjärilsart som beskrevs av Edward P. Wiltshire 1961. Autographa khinjana ingår i släktet Autographa och familjen nattflyn. Inga underarter finns listade i Catalogue of Life.